# Po pádu
Po pádu (After the Fall) je divadelní hra amerického autora Arthura Millera, ve které se výrazně projevují autobiografické rysy a zvláště autorova zkušenost z manželství s filmovou herečkou Marilyn Monroe.
Hra byla poprvé uvedena v New Yorku 23. ledna 1964.